# アグスティン・エイサギーレ
アグスティン・エイサギーレ・オストラサ（Agustín Eizaguirre Ostolaza、1895年10月7日 - 1961年11月28日）は、スペイン・バスク州サラウツ出身の元サッカー選手。現役時代のポジションはGK。

## 経歴
アマチュア選手としてレアル・ソシエダで13年間プレーし、1920年にはアントワープオリンピックに臨むスペイン代表に招集されたが、出場機会は訪れなかった。
現役引退後は、地元サラウツにてスポーツ用品店を営み、1920年11月に後に同じくサッカー選手として活躍するイグナシオ・エイサギーレを授かった。